# 大和道
大和道（だいわどう）とは、佐藤金兵衛（武号 柔心斎）が自らが学んだ柔術諸流派の技を集大成し、中国武術も一部加味して開いた流派。正式には日本兵法大和道という。棒術は九鬼神流より採用している。昭和二十年代後半に大東流から創始した大和武道とはまったく別の体系となっている。
佐藤金兵衛は、鈴木専作より柳生心眼流兵術、山本角義より大東流合気柔術、植芝盛平より合気道、奥山龍峰（初代）より八光流柔術、大庭一翁より武田流合気之術、上野貴より浅山一伝流体術と神道天心流拳法と卜伝流柔術、宮本半蔵より天神真楊流柔術、大倉忠吾より荒木新流柔術、小野惣吉より一天柳心冑介流柔術、高松寿嗣より高木楊心流柔術・九鬼神流棒術と義鑑流骨法術、というように多くの師範から柔術諸流派を学ぶ。
さらに空手（神道自然流）や中国武術（形意拳、八卦掌、太極拳、金鷹拳、擒拿術など）も学んだ。
佐藤は自らが修行した柔術各流派の技を体系化し、一部に中国武術も加味して大和道を創始した。ただし、大和道創始後も柔術を選択した門人には大和道のみを指導するのではなく必ず柳生心眼流を並行して指導した。
- 全日本中国拳法連盟/日本兵法大和道